# Captura do Forte Rocher
A Captura do Forte Rocher ocorreu em 9 de fevereiro de 1654, durante a Guerra Franco-Espanhola (1635–1659). Munida de uma bateria de cerco, uma expedição espanhola de 700 soldados atacou o reduto bucaneiro da Ilha da Tartaruga, capturando o Forte de Rocher e 500 prisioneiros, incluindo 330 bucaneiros, além de mercadorias avaliadas em aproximadamente 160 000 peças de oito. Os espanhóis incendiaram a colônia e massacraram seus habitantes, deixando para trás um forte guarnecido por 150 soldados. Eles permaneceram na ilha por cerca de dezoito meses, mas, com a aproximação da expedição liderada por Penn e Venables, receberam ordens do Conde de Peñalva, governador de Santo Domingo, para demolir as fortificações, enterrar a artilharia e outras armas e retirar-se para ajudá-lo em Hispaniola.

## Antecedentes
Ao meio-dia, os habitantes franceses e ingleses da Ilha da Tartaruga avistaram quatro embarcações espanholas se aproximando. Esse contra-ataque fora motivado pelo saque realizado pelos bucaneiros em Santiago de los Caballeros, em 1650, e pelo ataque ao porto cubano de San Juan de los Remedios, em agosto de 1652. Consequentemente, uma expedição punitiva partira da capital de Santo Domingo em 4 de dezembro de 1653, com 200 soldados e 500 voluntários sob o comando do capitão Gabriel de Rojas y Figueroa, auxiliado pelo antigo renegado irlandês John Murphy (promovido a maestre de campo e investido com o título de cavaleiro na Ordem de Santiago). Essa esquadra espanhola capturou três embarcações de bucaneiros ao largo de Monte Cristi antes de avistar a Ilha da Tartaruga.

## Captura
Passando pelo seu porto, os espanhóis bombardearam as embarcações fundeadas na ancoragem e continuaram por mais dois ou três quilômetros pela costa, desembarcando várias centenas de soldados na localidade de Cayonne e marchando de volta para sitiar a principal fortaleza da ilha. Na noite de 12 de fevereiro, Rojas enviou uma companhia munida de ganchos de escalada para subir pelas encostas atrás do castelo e instalar a artilharia de cerco. 

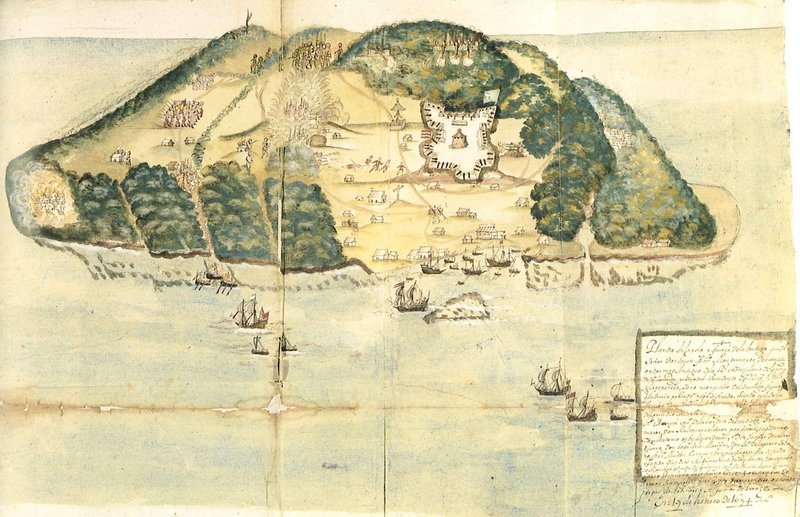
Mapa de Tortuga (século XVII)

O forte dos bucaneiros fora construído por um habilidoso engenheiro francês em uma colina rochosa que dominava o porto de Cayenne, na ilha. Em 18 de fevereiro, franceses e ingleses pediram condições e, dois dias depois, o Cavaleiro de Fontenay decidiu render-se. Mais de 500 cativos foram feitos prisioneiros, entre eles 330 boucaniers. Todos receberam permissão para navegar para a França em dois navios sob comando de Fontenay e Tibaut e Martin, respectivamente — com exceção de dois líderes que foram mantidos como reféns. Os espanhóis apreenderam 70 canhões na fortaleza e nas baterias costeiras, três navios, uma fragata e outras oito embarcações menores como espólio. Os conquistadores também decidiram manter a posse da ilha, deixando ali uma guarnição de cem homens sob o comando do irlandês Murphy.

## Consequências
Os prisioneiros foram enviados para Santo Domingo e se tornaram escravos nas plantações espanholas. Na esperança de que os espanhóis tivessem abandonado a ilha, três navios bucaneiros retornaram em agosto, mas constataram que os espanhóis ainda mantinham ali uma guarnição. No entanto, em 13 de setembro de 1654, coincidindo com a invasão inglesa da Hispaniola, o governador espanhol emitiu uma real cédula ordenando a retirada da Ilha da Tartaruga após a destruição de suas fortificações. A ilha foi reocupada no ano seguinte por colonos ingleses e franceses liderados por Elias Watts, que obteve uma comissão do Coronel William Brayne, então governador militar da Jamaica, para servir como “Governador” da Ilha da Tartaruga.